# Castellfollit de la Roca (ort)
Castellfollit de la Roca är en ort i Spanien.   Den ligger i provinsen Província de Girona och regionen Katalonien, i den östra delen av landet, 600 km öster om huvudstaden Madrid. Castellfollit de la Roca ligger 302 meter över havet och antalet invånare är 964.
Terrängen runt Castellfollit de la Roca är huvudsakligen kuperad. Castellfollit de la Roca ligger nere i en dal. Runt Castellfollit de la Roca är det ganska glesbefolkat, med 42 invånare per kvadratkilometer. Närmaste större samhälle är Olot, 6,5 km sydväst om Castellfollit de la Roca. I omgivningarna runt Castellfollit de la Roca växer i huvudsak blandskog.